# 汉阳火车站 (武汉地铁)
汉阳火车站位于中华人民共和国湖北省武汉市汉阳区，是武汉地铁4号线的地铁车站。

## 車站结构
车站位于汉阳大道与五琴路交叉口的东北象限内，为地下两层岛式站台：地下一层站厅，地下二层站台。共设四个出入口。本站虽名为“汉阳火车站”，可由于国铁汉阳站并不办理客运业务，所以无法像武汉火车站和武昌火车站那样为乘客提供国铁-地铁转乘服务。故本站只是一座普通的地铁站。

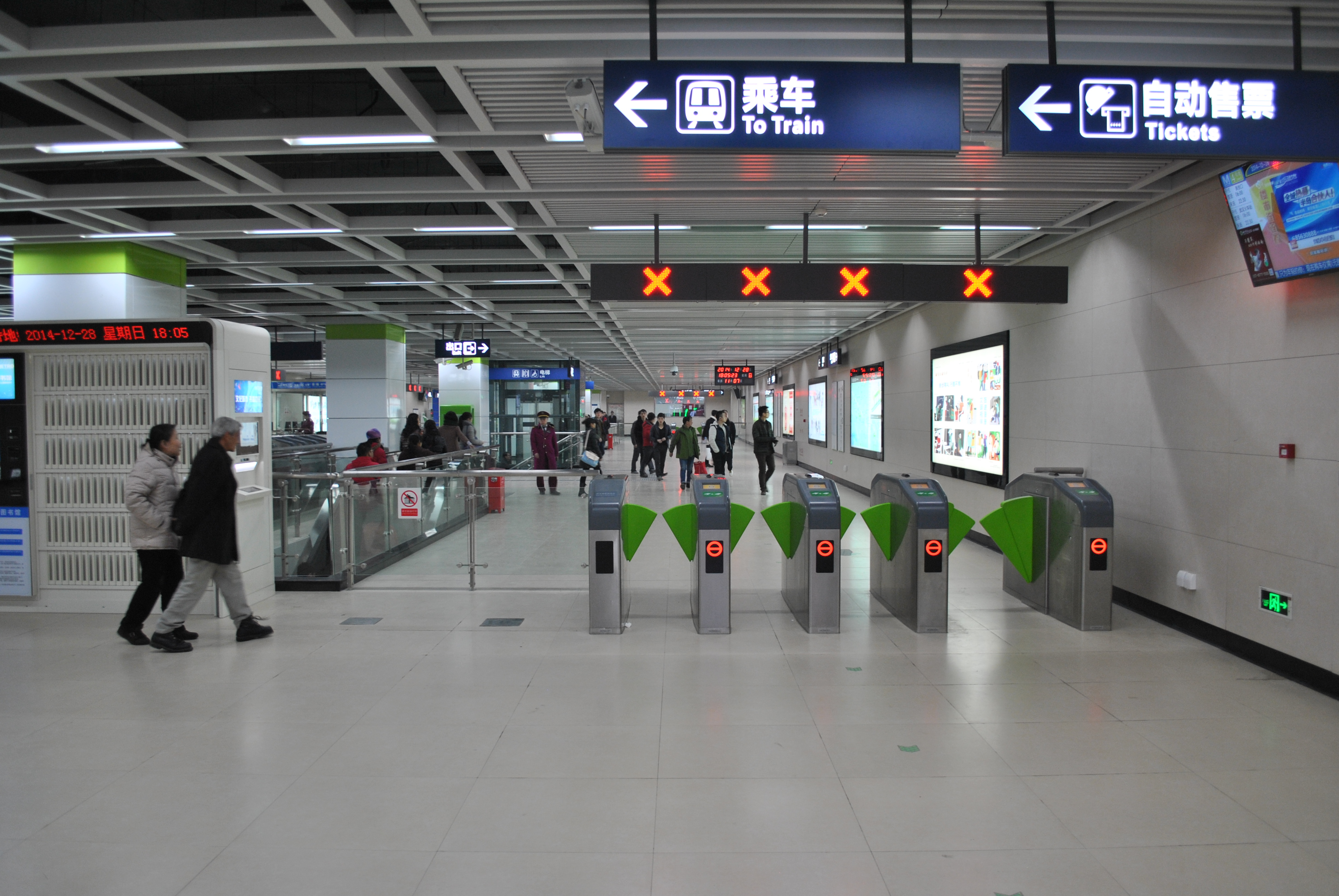
站厅层

### 楼层分布
| 地面     | 地面               | 出入口                               |  |  |
| 地下一层 | 站厅               | 售票机、客服中心、武漢通充值、洗手間 |  |  |
| 地下二层 |                    | █ 4号线 往柏林（五里墩）             |  |  |
|          | 岛式站台，左侧开门 |                                      |  |  |
|          |                    | █ 4号线 往武汉火车站（钟家村）       |  |  |

### 车站出口
|                                                 |      |      |  |
| 出口編號                                        | 設施 | 照片 |  |
| A                                               |      |      |  |
| B                                               |      |      |  |
| C                                               |      |      |  |
| D                                               |      |      |  |
| 注： 設有升降機 \| 設有輪椅升降台 \| 設有洗手間 |      |      |  |

## 邻近地区
汉阳站

## 运营信息
- 4号线首末班车时间

### 内部链接
- 武汉地铁车站列表